# Знаменское (Измалковский район)
Зна́менское — село Васильевского сельсовета Измалковского района Липецкой области в 13 км к северу от с. Измалкова.

## Название
Название — по Знаменской церкви.

## История
Было уже во второй половине XVIII в., а возникло значительно раньше.

## Население
| 2010 |
| ---- |
| 10   |